# Johann Daniel Metzger
Johann Daniel Metzger (* 7. Februar 1739 in Straßburg; † 16. September 1805 in Königsberg (Preußen)) war ein deutscher Mediziner und Hochschullehrer.

## Leben
Metzger hatte unter Johann Friedrich Lobstein an der Universität Straßburg studiert und wurde 1766 zum Doktor der Medizin promoviert. Er war anschließend als Privatdozent tätig und folgte 1770 einem Ruf des Grafen Karl Paul Ernst von Bentheim-Steinfurt als Leibarzt, Hofrat und Sanitätsinspektor der Grafschaft Steinfurt. 1777 wurde er ordentlicher Professor der Medizin an der Universität Königsberg und unterrichtete Anatomie Physiologie, Pathologie sowie Chirurgie. Sein Hauptgebiet erstreckte sich vor allem auf die gerichtliche Medizin.
Als Assessor des königlichen Collegii medici wurde er 1780 Lehrer der Entbindungskunst im Ostpreußischen Distrikt, Kreisphysikus in Samland und Königsberger Stadtphysikus. Damit hatte er eine Arztstelle am königlichen Waisenhaus und dem großen königlichen Hospital inne. 1779 wurde er Mitglied der fürstlich hessischen gelehrten Gesellschaft, 1776 Mitglied der Gesellschaft Naturforschender Freunde zu Berlin und 1779 königlich preußischer Hofrat. Nachdem man ihn 1787 zum königlich preußischen Leibarzt ernannt hatte, wurde er 1802 zum königlichen preußischen Geheimrat ernannt. In seiner Eigenschaft als Königsberger Hochschullehrer beteiligte er sich auch an den organisatorischen Aufgaben der Hochschule und war in den Wintersemestern 1789/90, 1793/94, 1797/98, 1801/02 sowie 1805/06 zum Rektor der Alma Mater gewählt worden. In seiner letzten Amtszeit starb er.
Metzger war Mitglied der Freimaurerloge Zu den drei Kronen in Königsberg.

## Schriften (Auswahl)
Neben einer Vielzahl von Fachaufsätzen in den verschiedenen Fachjournalen seiner Zeit erschienen auch eigenständige Werke. Dabei kann man folgende Werke nennen:
- De primo pare nervorum. Medizinische Dissertation Straßburg 1766.
- Curationum chirurgicarum, quae ad fistulam lacrymalem hucusque fuere adhibitae. Monaster. 1772
- Adversaria medica. Traj. ad Mosam & Francof. ad M. 1774, P. II. Francof. ad M. 1778
- Grundriss der Physiologie. Königsberg 1777, 2. Ausgabe, Königsberg 1783 (Online) (siehe weiter unten)
- Progr. de translocations viscerum. Königsberg 1777
- Diss. de secretione generatim. Königsberg 1777
- Diss. Dubia physiologica. Königsberg 1777
- Gerichtlich medicinische Beobachtungen, 1. Jahrgang. Königsberg 1781 (Online), 2. Jahrgang, Königsberg 1782
- Progr. de sectione anatomica cadaveris foeminae maniaco epilepticae. Königsberg 1781
- Progr. de rubedine sauguinis. Königsberg 1781
- Vermischte medicinische Schriften. 1. Band. Königsberg 1781, 2. Band Königsberg 1782 (Online), 3. Band 1784 (Online), Neue Ausgabe in 3 Bänden, Königsberg 1784
- Beytrag zur Geschichte der Frühlings-Epidemie im J. 1782. Königsberg 1782 (Online)
- De controversa fabrica musculosa uteri, diatribe prior. Königsberg 1783
- Diatribe post. 1790
- Progr. de pulmone dextro ante sinistrum respirante. Königsberg 1783
- Entwurf einer Medicina ruralis. Königsberg 1784
- Gab mit C. F. ELSNER die medicinisch – gerichtliche Bibliothek gemeinschaftlich heraus, 1. Band, 1. bis 4. Stück, Königsberg 1784–1786
- Progr. de veneficio caute dijudicando. Königsberg 1785
- Grundsätze der allgemeinen Semiotik und Therapie; ein Lehrbuch, Königsberg 1785
- Diss. de assimilatione humorum. Königsberg 1786
- Diss. Observationes anatomic, pathologic, cum epicrisi. Königsberg 1787
- Diss. de causa morbi. Königsberg 1787
- Diss. de versionis in partus negotio periculis. Königsberg 1787
- Diss de morbis militum. Königsberg 1787
- Progr. de spina ventosa in vertebris dorsi visa. Königsberg 1787
- Diss. Animadversiones ad docimasiam pulmonum. Königsberg 1787
- Diss. Analecta de potu. Königsberg 1787
- Progr. quo Somnambulismum magneticum hodis solemnem perstringit. Königsberg 1787
- Handbuch der Staatsarzneykunde, enthaltend die medicinische Polizey und gerichtliche Arzneywissenschaft; nach den neuesten Bereicherungen beyder Wissenschaften entworfen. Züllichau 1787
- Bibliothek für Physiker. 1 Band 1 Stück. Königsberg 1787, 2 Stück, Königsberg 1788, 3. und 4. Stück, Königsberg 1789
- Opusculorum academicorum ad artem medicam spectantium. Fasc. I. edit nova. Königsberg 1788 (Online)
- Animadversiones in novam Goodwynii de morte submersorum hypothesin. Königsberg 1789
- In casum quondam medico forensem commentatio. Königsberg 1789
- Die Physiologie in Aphorismen, zum Leitfaden akademischer Vorlesungen entworfen. Königsberg und Leipzig 1789 (eigentlich eine umgearbeitete dritte Ausgabe, des Grundrisses der Physiologie)
- Annalen der Staatsarzneykunde (Fortsetzung der Bibliothek für Physiker), 1. Bd., 1. St. Züllichau, 1790 (eigentlich 1789), 2. St. Züllichau 1790
- Opuscula anatomica et physiologica, retractata, aucta et revisa. Gotha 1790
- Medicinisch philosophische Anthropologie für Aerzte. Weißenfels 1790
- Handbuch der Chirurgie, zum Leitfaden akademischer Vorlesungen entworfen. Jena 1791
- Progr. De R. Moyse Ben Maimon. Königsberg 1791
- Materialien für die Staatsaezneykunde und Jurisprudenz. Königsberg 1792 (Online)
- Ueber die Kennzeichen des Todes und den auf die Ungewissheit derselben gegründeten Vorschlag, Leichenhäuser zu errichten. Königsberg/Weimar 1792
- Skizze einer pragmatischen Literatur-Geschichte der Medizin. Königsberg 1792 (Online), Zusätze und Verbesserungen. Königsberg 1796
- Grundsätze der sämtlichen Theile der Krankheitslehre, ein Lehrbuch. Königsberg 1792 (Online)
- Exercitationes academicae argumenti aut anatomici aut physiologici, quas ex dissertationum Regiomontanarum penu in fascicoium collegit. Königsberg 1792
- Ein Wort zur Beruhigung der Gemüther gegen die Furcht vor einem übereilten Begräbniß. Königsberg 1792
- Kurzgefaßtes System der gerichtlichen Arzneywissenschaft. Königsberg 1793, 2. Aufl. Königsberg und Leipzig 1798, 3. Aufl. Königsberg 1803, Supplement Königsberg 1803 (Online), 2. Teil Königsberg 1804, 1814 (Online), 1820 (Online)
- Ueber die Independenz der Lebenskraft von den Nerven. Königsberg 1794
- Ueber Irritabilität und Sensibilität, als Lebensprincipien. Königsberg 1794 (Online)
- Die Lehre von der Natur des Menschen in Aphorismen, zum Behuf akademischer Vorlesungen. Königsberg 1795 (Eine Neuauflage seiner Physiologie)
- Physiologische Adversarien. 1. Teil Königsberg 1796
- Unterricht in der Wundarzneykunst zum medizinischen Gebrauch entworfen. Königsberg 1798
- Neue gerichtlich medicinische Beobachtungen. Königsberg 1798 (Online)
- Neue vermischte medicinische Schriften. Königsberg 1800 (Online)
- Kurzer Inbegriff der Lehre von der Lustseuche. Zum Behuf akademischer Vorlesungen. Königsberg 1800
- Beytrag zur Geschichte der Frühlingsepidemie im Jahre 1800. Altenburg 1801
- Ueber die Krankheiten sämmtlicher zur Oeconomie gehöriger Hausthiere. Ein zum Behuf akademischer Vorlesungen bestimmtes Handbuch, Königsberg 1802
- Ueber den menschlichen Kopf, in antropoligischer Rücksicht, nebst Bemerkungen, über Dr. Galls Hirn- und Schädeltheorie. Königsberg 1803 (Online)
- Christoph Gottlieb Büttners vollständige Anweisung, wie durch anzustellende Besichtigungen ein verübter Kindermord auszumitteln sey, mit beygefügten eigenen Obductions Zeugnissen. Zum Nutzen angehender Aerzte und Wundärzte, aufs neue herausgegeben und mit Anmerkungen begleitet. Königsberg 1804 (Online)
- Skizze einer medizinischen Enkyklopaedie. Königsberg 1804 (Online)
- Aeußerungen über Kant. Königsberg 1804 (Online)
- Lehrsätze zu einer empirischen Psychologie. Königsberg 1806 (Online)